# Michael Ausiello
Michael Ausiello (New Jersey, 23 febbraio 1972) è un giornalista e attore statunitense.
Ausiello si occupa per lo più di televisione. È stato uno dei principali opinionisti del TV Guide e del suo corrispondente sito web, TVGuide.com, dove ha sfondato nell'industria televisiva per otto anni (2000-2008). Ausiello ha, il 28 maggio 2008 abbandonato TV Guide per l'Entertainment Weekly sul cui sito gestisce anche una sezione-blog dal 2 luglio 2008.

## Biografia
Ausiello è cresciuto a Roselle Park, nel New Jersey. Si è laureato presso l'University of Southern California e per tre anni è stato il principale redattore della rivista "Soaps In Depth" e il coordinatore delle relazioni con i media per l'Entertainment Tonight, prima di entrare a far parte del TV Guide.
Ausiello ha curato due rubriche nel TV Guide: The Ausiello Report, una rubrica settimanale che si espandeva in un blog online regolarmente aggiornato, e Ask Ausiello, un "domanda e risposta" esclusivamente online. Ausiello ha contribuito al podcast settimanale del sito web, TV Guide Talk al programma televisivo settimanale The 411 con una sezione di cinque minuti intitolata "The Big Five" in cui commentava le cinque migliori storie di intrattenimento televisivo della settimana. Ausiello inoltre pubblicava in podcast la versione video de The Ausiello Report.
Ausiello ha inoltre contribuito con la critica alle industrie mediatiche al di fuori di TV Guide, come in Today, Good Morning America, Fox & Friends, American Morning, Inside Edition, Extra, Access Hollywood e Entertainment Tonight. È un ospite regolare ogni venerdì mattina sul popolare programma mattutino della Sirius Satellite Radio, "OutQ in the Morning", condotto da Larry Flick, in cui i due conversano con chi chiama su tutto ciò che riguarda la televisione: spettacoli, celebrità, trame, incluse rivelazioni e spoiler.
Dopo aver stabilito un certo numero di rapporti con attori e produttori, come Amy Sherman-Palladino, Ausiello è apparso in pochi cameo in alcune serie televisive come Una mamma per amica, Veronica Mars e Scrubs - Medici ai primi ferri.
Ausiello è ritenuto "amico-nemico" dell'opinionista dell'E!Online Kristin Dos Santos.
Ausiello è un pesco-vegetariano ed è apertamente gay. Attualmente risiede a New York.
Sposa a New York il 21 Marzo 2014 il fotografo Kit Cowan, suo compagno da 13 anni; Cowan morirà il 5 Febbraio 2015 per una rara forma di cancro. La loro relazione e gli ultimi 11 mesi di vita del marito sono raccontati nel libro di memorie Spoiler Alert: The Hero Dies, da cui è stato tratto l'omonimo film del 2022.